# Villigen
Villigen – gmina w Szwajcarii, w kantonie Argowia, w okręgu Brugg. Leży ok. 50 km na wschód od Bazylei, ok. 25 km na wschód od Hemmiken i ok. 35 km na północny wschód od Zurychu, liczy 2179 mieszkańców (31 grudnia 2022). 1 stycznia 2006 do gminy przyłączono gminę Stilli.
W Villigen ma swoją siedzibę Instytut Paula Scherrera (PSI).